# Panicum pseudisachne
Panicum pseudisachne är en gräsart som beskrevs av Carl Christian Mez. Panicum pseudisachne ingår i släktet vipphirser, och familjen gräs. Inga underarter finns listade i Catalogue of Life.